# Милидух
Милидух (пол. Miłyduch) (? — 806) — князь лужичан (сорбів).
Керував антифранкським повстанням, спрямованим проти панування над західними слов'янами Карла Великого. Організовував походи на землі Східної марки. Втім у 805 році франки рушили проти лужичан. У 805 році перемогли Семіла, князя далемінчан.
Милидух та інший слов'янський князь, Несито (Нуссито), загинули неподалік сучасного міста Вайсенфельс під час походу війська франків під командуванням Карла Юного 806 року.